# 怪俠一枝梅 (無綫電視劇集)
《怪俠一枝梅》（英語：The Vigilante In The Mask），香港無綫電視翡翠台古裝劇集，於2004年1月19日至2004年2月13日期間首播，共20集，由溫兆倫、楊怡、關禮傑、陳鍵鋒及蔣雅文領銜主演，並由馬國明、許紹雄及成奎安聯合演出，監製張乾文。主題曲《老死》由蘇永康、吳國敬主唱。

## 演員表

### 厲家
| 演員   | 角色   | 關係 |
| 夏 萍  | 郭小玉 | 厲盼忠之母 厲之玨、鍾環的嬤嬤 |
| 成奎安 | 厲盼忠 | 河口縣總捕快 厲之玨之父 鍾環的老爺 郭小玉之子 尤沾旺的姐夫 為救母與子而中箭身亡                                                                              |
| 阮德鏘 | 尤沾旺 | 河口縣衙門官員 厲盼忠的舅仔 厲之玨、鍾環的舅父仔 江小魚之夫（駙馬） 名字諧音油尖旺                                                                           |
| 溫兆倫 | 厲之玨 | 河口縣七品知縣，百姓稱九公子（狗官） 大俠一枝梅 鍾環之夫，後解除婚約 與鍾環、駱富為小時玩伴 寶琳的救命恩人 厲盼忠之子 郭小玉之孫 尤沾旺的外甥 名字諧音荔枝角 |
| 李彩寧 | 阿 嬌  | 厲家的僕人 |
| 杜 港  | 阿 沙  | 厲家的僕人 |

### 鍾家
| 演員   | 角色  | 關係                                                                                               |
| 子明   | 鍾 源 | 跌打師傅 鍾環之父                                                                                  |
| 馮素波 | 顏 蓮 | 鍾源之妻 鍾環之母                                                                                  |
| 楊茜堯 | 鍾 環 | 阿環 跌打師傅 鍾源、顏蓮之女 厲之玨之妻，後解除婚約 與厲之玨、駱富為小時玩伴 駱富之妻 名字諧音中環 |
| 陳山聰 | 玉 葉 | 鍾源跌打館下人                                                                                     |
| 殷寶瑩 | 金 枝 | 鍾源跌打館下人                                                                                     |

### 河口縣官府
| 演員   | 角色   | 關係 |
| 溫兆倫 | 厲之玨 | 河口縣七品知縣，百姓稱九公子（狗官） 參見厲家                                                                                                 |
| 關禮傑 | 駱 富  | 河口縣主簿，後升為知縣 與厲之玨、鍾環為小時玩伴 從小暗戀鍾環，後與鍾環成親 殺害方公公、艷芬芳的兇手 得絕症命不久矣而跳崖自殺身亡 名字諧音樂富 |
| 曾偉權 | 林天茂 | 歐陽興手下 後投靠駱富，升為河口縣的主簿 被皇上貶為乞丐                                                                                        |
| 戴志偉 | 司 馬  | 河口縣工部司吏 |
| 麥嘉倫 | 上 官  | 河口縣戶部司吏 |
| 王 青  | 東 方  | 河口縣兵部司吏 |
| 李海生 | 令 狐  | 河口縣刑部司吏 |
| 戴少民 | 慕 容  | 河口縣禮部司吏 |
| 阮德鏘 | 尤沾旺 | 河口縣衙門官員 參見厲家 |
| 成奎安 | 厲盼忠 | 河口縣總捕快 參見厲家 |
| 陳鍵鋒 | 蒲 光  | 河口縣捕快 武當弟子 厲盼忠故人之子與手下 與寶琳相戀                                                                                           |
| 鄭家生 | 齊尋歡 | 河口縣捕快 厲盼忠的手下 |
| 蘇敏聰 | 童作樂 | 河口縣捕快 厲盼忠的手下 |
| 李中希 | 任普天 | 河口縣捕快 厲盼忠的手下 |
| 張智軒 | 古同慶 | 河口縣捕快 厲盼忠的手下 |

### 歐陽家 / 盛昌隆
| 演員   | 角色     | 關係                                                          |
| 許紹雄 | 歐陽貴   | 盛昌隆老闆 歐陽方氏之夫 歐陽興之父 被皇上貶為乞丐，後精神失常 |
| 姚瑩瑩 | 歐陽方氏 | 盛昌隆老闆娘 歐陽貴之妻 歐陽興之母                            |
| 馬國明 | 歐陽興   | 盛昌隆太子爺 歐陽貴、歐陽方氏之子 被歐陽貴誤殺                |
| 陳榮峻 | 馬坤山   | 盛昌隆的夥計                                                  |

### 峨嵋
| 演員   | 角色     | 關係                                                                                       |
| 白 茵  | 寂莫大師 | 峨嵋掌門人 寶琳的師父                                                                      |
| 蔣雅文 | 寶 琳    | 峨嵋寂莫大師關門弟子，掌門接班人 10歲被厲之玨所救，一心想嫁入厲家，後與蒲光相戀 名字同寶琳 |

### 皇宮
| 演員   | 角色     | 關係                                                    |
| 駱應鈞 | 皇上     | 江小魚之父 尤沾旺的外父                                 |
| 歐倩怡 | 江小魚   | 皇上寫如玉流落民間的女兒公主 尤沾旺之妻                 |
| 馮曉文 | 如玉姑娘 | 皇上在民間邂逅的歌妓，對皇上思念過度抑鬱而終 江小魚之母 |
| 郭政鴻 | 方公公   | 東廠錦衣衛副總管 被駱富和小橘子殺死                     |
| 黎宣   | 龍媽     | 皇上的奶媽 照顧如玉姑娘和江小魚長大成人                 |
| 伍文生 | 小橘子   | 皇上真正的親信                                          |

### 非凡響劇團
| 演員   | 角色   | 關係                                                                         |
| 楊家洛 | 班 主  | 劇團班主 艷芬芳的堂叔                                                        |
| 袁彩雲 | 艷芬芳 | 劇團花旦（女扮男裝） 鍾環的好朋友 得罪歐陽興而入獄，方公公下令駱富以毒酒毒死 |
| 蔡國慶 | 武 生  | 劇團成員                                                                     |

### 其他演員
| 演員   | 角色     | 關係                                              |
| 邵卓堯 | 麵攤老闆 | 厲之玨和鐘環最愛吃的好熟口麵老闆                  |
| 張松枝 | 范姜浩泉 | 比賽抬轎時，歐陽興的對手                          |
| 劉家輝 | 苦惱大師 | 渡明寺大師                                        |
| 敖嘉年 | 程石川   | 弱質書生，以賣字畫維生 與阮溪沙相戀               |
| 傅楚惠 | 阮溪沙   | 原名門千金，因家道中落而至風儀樓教琴 與程石川相戀 |
| 郭卓樺 | 酒客     |                                                   |

## 收視
以下為本劇於香港無綫電視翡翠台之收視紀錄：
| 週次 | 集數  | 日期                  | 平均收視 | 最高收視 |
| 1    | 01-05 | 2004年1月19日-1月24日 | 23點     |          |
| 2    | 06-10 | 2004年1月26日-1月27日 | 26點     |          |
| 3    | 11-15 | 2004年1月29日-2月2日  | 27點     |          |
| 4    | 16-20 | 2004年2月4日-2月13日  | 28點     |          |
| 1-4  | 全剧  | 2004年1月19日-2月13日 | 26點     |          |

## 軼事
- 此劇是楊茜堯首次擔任第一女主角的電視劇。
- 此劇是蔣雅文首套無綫電視劇。
- 此劇為成奎安的生前是最後參與一部之無綫劇集。

## 外部連結
- 無綫電視官方網頁 - 怪俠一枝梅
- 無綫電視官方網頁(TVBI) - 怪俠一枝梅 （页面存档备份，存于）

## 電視節目的變遷

### 香港播放
| 香港 無綫電視翡翠台第三線劇集 星期一至五 21:35-22:35 | 香港 無綫電視翡翠台第三線劇集 星期一至五 21:35-22:35 | 香港 無綫電視翡翠台第三線劇集 星期一至五 21:35-22:35 |
| ---------------------------------------------------- | ---------------------------------------------------- | ---------------------------------------------------- |
|                                                      | 怪俠一枝梅 （2004.01.19 - 2004.02.13）               |                                                      |
| 花樣中年 （2003.12.22 - 2004.01.16）                 | 陀槍師姐IV （2004.02.16 - 2004.04.09）               |                                                      |